# Иван Николов (духовник)
Вижте пояснителната страница за други личности с името Иван Николов.
Иван Николов е български униатски духовник и общественик, архимандрит.

## Биография
Роден е в българско православно семейство на 5 януари 1870 година в Солун. Завършва Солунската българска католическа семинария в Зейтинлъка и е ръкоположен за свещеник на 16 април 1900 г. от българския униатски епископ на Солунската епархия Епифаний Шанов. Няколко години служи в българската униатска енория в Солун. Заминава за Рим, където се запознава със стария униатски водач епископ Лазар Младенов. В 1905 г. е назначен за мисионер проповедник в Гевгелийско, където развива широка дейност в униатските селища. Преподава в Солунската българска католическа семинария.
В 1910 година е назначен за енорийски свещеник в Енидже Вардар, където остава до Балканската война. Многократно се застъпва пред властите за арестувани българи. От 1912 до 1915 година е свещеник в Битоля, попаднал в 1913 г. в Сърбия. Бяга от града в България при намесата на България в Първата световна война срещу Сърбия. Служи в католическия параклис в Двореца.
В 1922 година като свещеник в униатската църква „Света Троица“ („Свети Дух“) в Цариград е сред основателите на Македонската католическа лига.
От 1922 до 1926 година отец Николов преподава в доминиканския руски униатски колеж в Лил, Франция, а от 1926 до 1932 г. е монах бенедиктинец в новооснования икуменически манастир в град Аме сюр Мьоз, по-късно преместен в Шевтон. Там Иван Николов контактува с лидерите на зараждащото се икуменическо движение.
В 1932 година апостолическият легат в България Анджело Ронкали го изпраща да поеме овдовялата българска енория в турската столица Цариград и там отец Николов остава 37 години до смъртта си. Емигрантското списание „Вяра и просвета“ го нарича „един от най-изтъкнатите представители на българщината в Цариград“. Погребан е в католическите гробища край града. Новият ръководител на енорията е Димитър Богданов.
Умира на 27 юли 1968 година.